# 13049 Butov
13049 Butov è un asteroide della fascia principale. Scoperto nel 1990, presenta un'orbita caratterizzata da un semiasse maggiore pari a 2,5743424 UA e da un'eccentricità di 0,1620162, inclinata di 13,45126° rispetto all'eclittica.